# Eupelmus afer
Eupelmus afer is een vliesvleugelig insect uit de familie Eupelmidae. De wetenschappelijke naam is voor het eerst geldig gepubliceerd in 1914 door Silvestri.